# Milirrpum Marika
Pour les articles homonymes, voir Marika.
Milirrpum Marika (c. 1923 – 1983), également connu sous le nom de Jacky ou simplement Milirrpum, est un artiste peintre et leader communautaire du clan Rirratjingu (en) du peuple Yolngu du nord-est de la Terre d'Arnhem, dans le Territoire du Nord de l'Australie. Il fait partie de la célèbre famille Marika, frère de Mawalan, Mathaman, Roy et Dhunggala Marika.
Il est surtout connu pour son implication dans l'affaire judiciaire Milirrpum contre Nabalco Pty Ltd (1971), connue sous le nom de l'affaire des droits fonciers de Gove (en), qui a été la première affaire juridique importante concernant les Droits fonciers autochtones en Australie (en) et qui a conduit à la loi fédérale de 1976 sur les droits fonciers aborigènes (Territoire du Nord).

## Biographie

### Racines aborigènes
Milirrpum Marika naît vers 1923 dans une communauté aborigène de la Terre d'Arnhem (péninsule de Gove), dans le Territoire du Nord, en Australie. Il appartient à la fraction Dhuwa du clan Rirratjingu (en) dans la patrie de Yalangbara (en), l'une des deux moitiés de la Terre d'Arnhem,. Il a trois frères, Mawalan, Mathaman, Roy et une sœur, Dhunggala Marika.

### Activisme
Milirrpum et ses quatre frères et sœurs mènent les autres clans en présentant les pétitions sur l'écorce de Yirrkala (en) au gouvernement australien en 1963, dans la perspective de l'affaire des droits fonciers de Gove (en),,,. Cette affaire, conclue en 1971, a finalement conduit à l'adoption de la première législation sur les droits fonciers aborigènes en Australie (en). Tous sont politiquement actifs pour les droits des Australiens indigènes, et quatre sont également des artistes aborigènes connus, dont Mathaman.
Milirrpum Marika occupe une place importante dans la vie cérémonielle, de 1970 à sa mort, le 7 novembre 1983, passant le flambeau à son frère Roy à sa mort.
Il a un fils, Wanyubi Marika, né en 1967 qui est également devenu artiste,.

## Œuvre
Milirrpum Marika réalise comme ses frères — en particulier Roy, dont il a un style très proche — des peintures sur écorce, qu'il produit pour la plupart après 1960. Moins prolifique que ses frères du fait de ses activités de militant, il expose néanmoins de son vivant et plusieurs institutions muséales ont acquis ses œuvres. Il utilise notamment des ocres dans ses peintures sur écorce, et aborde comme ses frères les mythes du cycle des Djang’kawu, notamment le tonnerre et l'histoire de la Création par les Sœurs Djang'kawu.
Plusieurs de ses œuvres sont conservées par des musées australiens et étrangers :
- Australie
  - Art Gallery of Western Australia (Perth)[10]
  - Berndt Museum of Anthropology (en), de l'université d'Australie-Occidentale (Perth)
  - Buku-Larrnggay Arts Museum (Yirrkala)
  - Galerie nationale d'Australie (Canberra)[11]
  - Musée et galerie d'art du Territoire du Nord (banlieue de Darwin)
  - Musée national du Victoria (Melbourne)[12]
  - Tasmanian Museum and Art Gallery (Hobart)
- Nouvelle-Zélande
  - Te Papapa (banlieue d'Auckland)[13]